# Potomac Review
Potomac Review est une revue littéraire américaine bi-annuelle basée à Rockville, dans le Maryland. Elle publie de la fiction, de la poésie, et des essais, d'auteurs connus comme d'auteurs émergents. Parmi les écrivains qui ont contribué à cette revue, on peut citer Amina Gautier, Seth Abramson, Jacob M. Appel, Lisa Ohlen Harris, G. Van Garrett, David Wagoner, Ned Balbo et Marguerite Drolet. 
Fondée en 1994, la Potomac Review est désormais financée par la Fondation Montgomery College et par l'PInstitut de sciences humaines Paul Peck.